# Elecciones presidenciales de Argelia de 2014
Las elecciones presidenciales se celebraron en Argelia el 17 de abril de 2014. El presidente en ejercicio, Abdelaziz Bouteflika, fue reelegido con el 82% de los votos.

## Antecedentes
Después de las elecciones presidenciales de 2009, el país se vio envuelto en la ola de la Primavera Árabe. Se llevaron a cabo una serie de protestas entre 2010 y 2012, pero el país no sufrió un cambio de régimen a diferencia de los vecinos Túnez y Libia.
En noviembre de 2013, el Frente de Liberación Nacional respaldó al titular Abdelaziz Bouteflika como su candidato a la presidencia.  La candidatura de Bouteflika fue confirmada por el primer ministro Abdelmalek Sellal a fines de febrero. Ali Benflis, un ex primer ministro, anunció el 19 de enero de 2014 que se postulaba para la presidencia. Louisa Hanoune, secretaria general del Partido Obrero, presentó su candidatura el 21 de enero de 2014.

## Campaña
La campaña comenzó oficialmente el 22 de marzo de 2014. Bouteflika solo apareció en la campaña dos veces, dejando a otros en el partido la tarea de hacer campaña.
El Movimiento Islamista de la Sociedad para la Paz anunció el 25 de enero de 2014 que boicotearía las elecciones. El Movimiento del Renacimiento Islámico anunció el 7 de febrero de 2014 que también boicotearía el proceso. El 22 de marzo, unas 5.000 personas, incluyendo militantes de la Agrupación por la Cultura y la Democracia, se manifestaron en Argel a favor del boicot y pidieron reformas al sistema político.
Un movimiento llamado Barakat expresó el rechazo de un cuarto periodo para Abdelaziz Bouteflika, se opuso a la naturaleza de las elecciones y organizó protestas para exigir un nuevo orden político.

## Encuestas
Un sondeo de opinión realizado por Echaâb en marzo mostró que el presidente titular, Bouteflika, obtendría la victoria.

## Conducta
La comisión electoral informó que hubo solo unos pocos incidentes que implicaron solo 130 quejas. Sin embargo, los incidentes de violencia se registraron de forma considerable. Grupos de jóvenes en la región de Bouira saquearon los centros de votación en Raffoul, M'Chedallah y Saharidj, siendo necesaria la intervención de la policía antidisturbios y la aplicación de gas lacrimógeno. Al menos 70 personas resultaron heridas, incluidos 47 policías. En Raffoul, jóvenes enmascarados y armados con hondas corearon consignas hostiles y se enfrentaron a la policía que estaba disparando gases lacrimógenos.

## Resultados
El ministro del Interior, Taieb Belaiz, anunció el 18 de abril que Abdelaziz Bouteflika había ganado el 81.53% de los votos, mientras que Ali Benflis quedó en segundo lugar con el 12.18%. La participación fue del 51.7%, en comparación con la participación del 75% en 2009.
| Candidato                          | Candidato                          | Partido                            | Votos      | %     |
| ---------------------------------- | ---------------------------------- | ---------------------------------- | ---------- | ----- |
|                                    | Abdelaziz Bouteflika               | Frente de Liberación Nacional      | 8,332,598  | 81.53 |
|                                    | Ali Benflis                        | Candidato independiente            | 1,244,918  | 12.18 |
|                                    | Abdelaziz Belaid                   | Frente para el Futuro              | 343,624    | 3.36  |
|                                    | Louisa Hanoune                     | Partido Obrero                     | 140,253    | 1.37  |
|                                    | Ali Fawzi Rebaine                  | Ahd 54                             | 101,046    | 0.99  |
|                                    | Moussa Touati                      | Frente Nacional Argelino           | 57,590     | 0.56  |
| Votos nulos/en blanco              | Votos nulos/en blanco              | Votos nulos/en blanco              | 1,087,449  | –     |
| Total                              | Total                              | Total                              | 11,307,478 | 100   |
| Votantes registrados/participación | Votantes registrados/participación | Votantes registrados/participación | 21,871,393 | 51.70 |
| Fuente: Interior Ministry          |                                    |                                    |            |       |

## Reacciones
Después de que se cerraron las urnas, Benflis criticó la elección por haber sido marcada por "fraude en una escala masiva". Las cifras de participación también fueron criticadas por haber sido supuestamente infladas. Benflis dijo a sus partidarios en su sede que debido a la magnitud del presunto fraude e irregularidades: "Nuestra historia recordará esta fecha como un gran crimen contra la nación al robar la voz de los ciudadanos y bloquear la voluntad popular". Al mismo tiempo, los partidarios de Bouteflika celebraron con fuegos artificiales.